# ديفيد هيوز (لاعب كرة قدم)
ديفيد هيوز (بالإنجليزية: David Hughes)‏ (1 يناير 1943 في المملكة المتحدة - ) هو لاعب كرة قدم بريطاني في مركز جناح ‏. لعب مع نادي ترانمير روفرز لكرة القدم ونادي ريكسهام.

## وصلات خارجية
- ديفيد هيوز (لاعب كرة قدم) على موقع قاعدة بيانات كرة القدم.إي يو (الإنجليزية)
- ديفيد هيوز (لاعب كرة قدم) على موقع قاعدة بيانات كرة القدم.إي يو (الإنجليزية)